# Antverpský vousáč
Antverpský vousáč (nizozemsky Antwerpse baardkriel) je plemeno kuru domácího, které bylo vyšlechtěno v Belgii v provincii Antverpy v severních Flandrech v 19. století. První zmínky o plemeně jsou však již ze 17. století z obrazů malíře Alberta Cuypa. Antverpský vousáč existuje pouze jako trpasličí plemeno. Vyskytuje se v mnoha barevných variantách. V Belgii je uznáváno 29 barevných variant a v Německu o 6 více.
Antverpský vousáč je určen především pro okrasný chov nebo jako domácí mazlíček. Slepice snáší malá smetanově bílá vejce vážící méně než 35 g, za rok jich snese přibližně 80.